# Kościół Chrystusa Króla w Reczu
Kościół Chrystusa Króla w Reczu – rzymskokatolicki kościół parafialny w Reczu, w powiecie choszczeńskim, w województwie zachodniopomorskim. Należy do dekanatu Choszczno archidiecezji szczecińsko-kamieńskiej. 

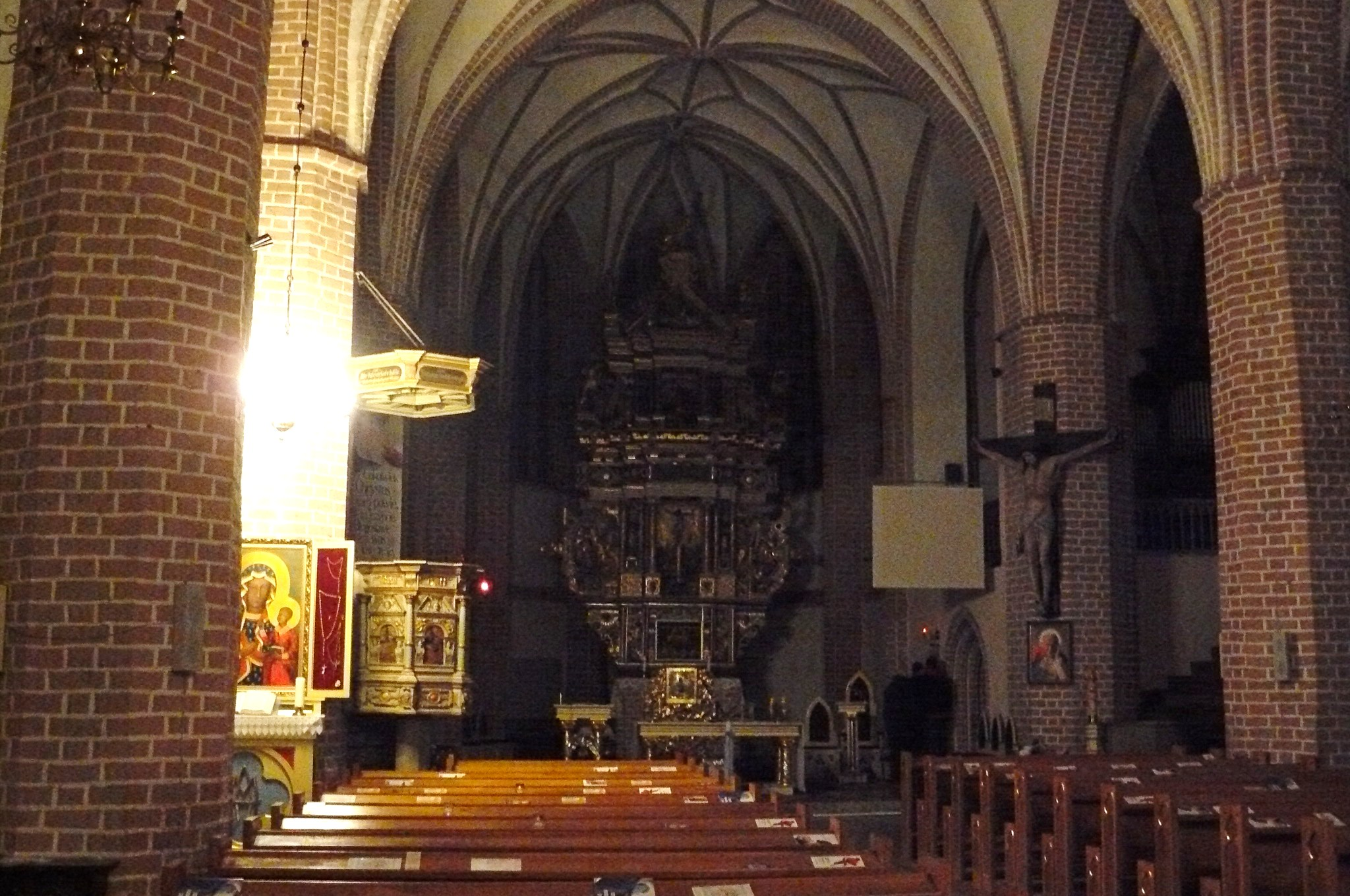
Wnętrze kościoła

Pierwotnie świątynia nosiła wezwanie świętej Katarzyny. Budowa nowego kościoła w stylu gotyckim rozpoczęła się w latach 1352-1355 zapewne na miejscu wcześniejszej budowli zniszczonej w pożarze miasta w 1340 roku. Świątynia została przebudowana w XV wieku, wtedy to w nawie głównej zostało zbudowane sklepienie gwiaździste oraz przebudowana została wieża. W XVI i XVII stuleciu budowla została wzbogacona o nowe wyposażenie wnętrza. W 1859 roku kościół został gruntownie odrestaurowany: zostały wymienione ościeża okien, laskowanie fryzy, gzymsy i szczyty. Do 1945 była to świątynia luterańska. W dniu 4 listopada 1945 roku nastąpiło poświęcenie świątyni jako rzymskokatolicki kościół parafialny.